# 桃太郎電鉄20周年
『桃太郎電鉄20周年』（ももたろうでんてつ20しゅうねん）は、2008年12月18日にハドソンが発売したニンテンドーDS向けボードゲーム。桃太郎電鉄シリーズ第18作。

## 概要
ハドソンが桃太郎電鉄シリーズの20周年を記念して発売した作品。本作は、家庭用の桃太郎電鉄シリーズでは初のオンライン対戦モードが搭載され、全国のプレイヤーやフレンドとニンテンドーWi-Fiコネクションを通じてのオンライン対戦が可能となった。また、マップもリニューアルされ、新しいルートや物件駅等が多数追加された。CMキャラクターには前作からの陣内智則と若槻千夏に加え、新たにはるな愛が起用された。
2009年にはWii版が発売予定だったが、制作しているうちに本作とは別の完全オリジナル作品になってしまったため、Wii版は『桃太郎電鉄2010 戦国・維新のヒーロー大集合!の巻』として2009年11月26日に発売された。

## ゲームモード
ひとりで桃鉄
人間1人でCOMキャラ2人と対戦する1人用のモード。以下の2つのゲームで対戦が可能。
いつもの桃鉄
設定した年数をプレイして総資産を競うモード。プレイ年数は1-50年の中から設定可能。
桃鉄3年決戦!
3年プレイして総資産を競うモード。初めから1億円と急行周遊カードを持ってゲームが開始し、「いつもの桃鉄」とはゲームバランスが一部異なっている。

みんなで桃鉄
「いつもの桃鉄」と「桃鉄3年決戦!」で対戦する2-4人用のモード。以下の3つの方法で対戦が可能。なお、本作以降の作品で人間1人でCOMキャラ3人と対戦したい場合は、このモードでゲームを開始してからゲーム中の「その他」コマンドで対戦相手の設定を変更する必要がある。
ワイヤレスで対戦!
近くにいる、ニンテンドーDS本体を持つプレイヤーと通信対戦する。
Wi-Fiで対戦!
ニンテンドーWi-Fiコネクションに接続し、遠くにいるプレイヤーやフレンドとオンライン対戦をする。
1台で対戦!
1台のニンテンドーDS本体をプレイヤー全員で回しながら対戦する。

桃太郎ランド
3つのミニゲームをプレイできるモード。

## 前作からの変更点
- 本作では、プレイ人数は人間とCOMの合計で3-4人、「いつもの桃鉄」のプレイ年数は最大50年となった。
- 本作では、上画面は全体マップ、下画面がメインのマップ画面やコマンドを表示する。
- 本作のゲストボンビーは、「ロシアンボンビー」。
  - 「ロシアンボンビー」にとりつかれると、毎ターン終了時に6体のマトリョーシカ人形のうち1体を選択し、その中に入っている「-***億円カード（***には数字が記載されている）」を入手させられる。入手した「-***億円カード」は使用すると記載された金額だけ持ち金が減ってしまうが、使用しないとカードを処分できない。さらに、カードを入手してから使用せずに1年が経過すると効果が強制的に発動し、記載された額の10倍のお金を奪われる。
- 本作での物件駅は、212駅が登場し、47都道府県全てに物件駅が設置された（桃鉄シリーズ初）。
  - 前作に登場しなかった物件「桃太郎ランド」も岡山駅で復活。物件の価格は1兆円。
  - 物件購入時の所有者の名前も、4文字全てが表示されるようになっている。
  - 1駅あたりの物件数は、最大7件に減少した（前作『DS』は最大8件）。
  - 特に沖縄県は、『16』以前までの「沖縄」を「那覇」に改めて、那覇以外の沖縄県の駅も初登場した。
- 本作では、持ち金がマイナスの状態で「カード売り場駅」に到着すると、「徳政令カード」を1枚無料でもらえる。
- 本作では、路線の標示が、線路ではなく、地形図においてJR路線を表す白黒の線に変わる（『V』以来）。
- 本作の「リニアカード」はつかうと30マス進むという、『III』-『15』同様の効果になった。
- 本作では、スリの銀次が1989年から2008年までの各年の出来事にちなんで変装する。ゲーム中に出会ったことのある変装は、メニュー画面の「おまけ」で一覧表示される。ただし1995年版として登場した際は、阪神・淡路大震災と地下鉄サリン事件を偲んで[注 1]、変装や盗みをせず、良いカードをくれる。
- 本作より、「物件駅」以外の「カード売り場駅」「ぶっとび駅」にあった、マップ上の駅名の看板は再び撤去されている。
- 本作より、「おいどん」や各種「名産怪獣」といった『DS』で登場しなかったイベントキャラクターが復活した。
- 本作および『2010』『タッグマッチ』では空路が復活したため、海外の物件駅が再登場した。成田空港と新千歳空港を結ぶ空路は廃止されたが、関西空港と那覇空港を結ぶ空路は最初から存在している。
- 本作および『2010』『タッグマッチ』では、太平洋側の航路も『16』と同様に「釧路-竹芝-宮崎-種子島-那覇」ルートになり、陸路と航路の中継点としてのフェリー駅も再登場している。
- 本作および『2010』『タッグマッチ』では、手持ちのカードを1枚複製できる「ダビング駅」、急行系カードのみもらえる「急行駅」、その場で宝くじを引いて所持金が増える「宝くじ駅」が登場する。
- 本作より、「☆に願いをカード」「最寄りの駅でカード」は、使用すると事前に行き先を確認できる[注 2]。また、「☆に願いをカード」は1枚で4-7回使えるようになった。
- 本作より、「絶好調」「いけますよ!」「100倍乗っ取り」システムが復活。
  - 「100倍乗っ取り」は「いつもの桃鉄」で30年目から使用可能となる。「いけますよ!」はDS版の桃太郎電鉄シリーズでは初登場。
- 本作より、里見八犬伝イベントが導入された。目的地になった館山駅に停まると「八徳の玉（仁・義・礼・智・忠・信・孝・悌）」が本州のいずれかの「プラス駅」「マイナス駅」「カード駅」に飛び散り、その玉を8つ1人で全て集めると即目的地に着くことが出来、通常の10倍の到着金が貰える（2回目は20倍、3回目は30倍、4回目は40倍、5回目以降は50倍に増額）。このイベントで目的地に入ると、再び8つの玉が全国に飛び散る[注 3]。
- 本作より、「歴史ヒーロー」システムがメインの桃太郎電鉄シリーズで本格的に導入され、該当駅・登場するヒーローが大幅に増えた。前作『DS』の「平賀源内」同様に、特定の物件駅を独占している間のみその地所縁の実在した歴史上の人物が登場し、加勢してもらうかどうかを選択する。加勢させると、様々な能力でプレイヤーにメリットを与えてくれる（稀にデメリットを与える場合もある）。なお、どのような援護でも「桃太郎ランド」の入手に直結することはない。
- 本作より、携帯機でもマップ・キャラクターなどが3Dになった。
- 本作より、シリーズ初のWi-Fiを使ったオンライン対戦が可能になる[3][注 4]。
- 本作より、景気変動（バブル・岩戸景気・不況・大恐慌）のイベントが廃止された[注 5]。

## 桃太郎ランド
『DS』に引き続き登場する、ニンテンドーDSのタッチ画面で遊ぶミニゲーム。
プープーオナラマン!
金太郎がサツマイモを飛行中のオナラマンに当てていくゲーム。
制限時間は30秒。得点は、普通のサツマイモが+2点、金色のサツマイモが+5点、うんちが−5点となる。
難易度は「初級」「中級」「上級」の3段階があり、「初級」ではうんちは出現せず、「上級」ではオナラマンが左右に動く。
貧乏神の超瓦割り!
貧乏神が瓦を割るゲーム。まずパワーを決め、次に左右に動いている瓦を中央の位置になるようにタイミング良くタッチする。
それぞれに制限時間が設けられており、パワーは強いほど、瓦は中央で止めたときほど、多くの瓦を割ることができる。
難易度は「初級」「中級」「上級」の3段階あり、「初級」は30秒、「中級」は20秒、「上級」は10秒以内で、パワーと瓦の位置をそれぞれ決めなくてはならない。最高枚数はどの難易度も200枚となっている。
ぐるぐるJAPAN!
制限時間の60秒以内に、本編のマップの指定された都市駅を虫眼鏡で探していくゲーム。正解の駅をタッチすると、残りの制限時間が10秒延長される。
難易度は「初級」「中級」「上級」「超上級」の4段階あり、それぞれ探す対象が異なる。
- 「初級」は、「北海道」「東日本」「西日本」「九州」の地域別に分かれており、物件駅が対象で、8問出題される。
- 「中級」は、全国からまとめて探すことになり、物件駅が対象で、8問出題される。
- 「上級」は、全国の物件駅に加え、カード売り場駅・ぶっとび駅・ダビング駅・ナイスカード駅も対象で、16問出題される。
- 「超上級」は「上級」をクリアすると出現し、全国の物件駅・カード売り場駅・ぶっとび駅・ダビング駅・ナイスカード駅が257問全て出題されるが、一度に出題されるのは16駅だけで、正解すると次の駅が出題される。

## その他
- 高知県にある須崎駅の仮名が「すざき」となっているが、正しくは「すさき」である[注 6]。
- 「いつもの桃鉄」の50年プレイを何回もクリアすると、タイトル画面の中央にいるキャラクターが変わる。この要素は『WORLD』にも搭載されている。
- ピザハットとタイアップしたキャンペーンが行われ、平成20年11月10日～平成21年1月8日の間にピザハットの商品を2500円以上購入し、配達時に広告及びホームページにある引換券を提示することでピザハットオリジナルの「桃太郎電鉄 トランプ」をもらうことができた。

## 関連書籍
- 桃太郎電鉄20周年 ザ・コンプリートガイド
  - 2008年、アスキー・メディアワークス発行、角川グループパブリッシング発売、ISBN 978-4-04-867545-1
- 土居孝幸アートワークス DOIN'S
  - 2010年、樹想社発行、銀河出版発売、ISBN 978-4-87777-095-2
  - キャラクターデザインを手掛ける土居孝幸の画集。本作からは広告用原画、タイトル画面原画（いつもの桃鉄50年プレイを10回達成後）などが掲載されている。